# Божићи (Приједор)
Божићи су насељено мјесто у граду Приједор, Република Српска, БиХ. Према попису становништва из 1991. у насељу је живјело 194 становника.

## Географија
Божићи се налазе на јужним обронцима планине Козаре, подно једног од козарских врхова, Маслиног баира.

## Становништво
| Демографија | Демографија | Демографија |
| Година      | Становника  | Становника  |
| ----------- | ----------- | ----------- |
| 1961.       | 416         |             |
| 1971.       | 310         |             |
| 1981.       | 278         |             |
| 1991.       | 194         |             |

## Знамените личности
- Никола Радуловић, народни херој Југославије
- др Милан Ковачевић (1941 — 1998), анестезиолог, председник Извршног вијећа СО Приједор 1991-1993, хашки оптуженик